# St. Andreas (Schernau)

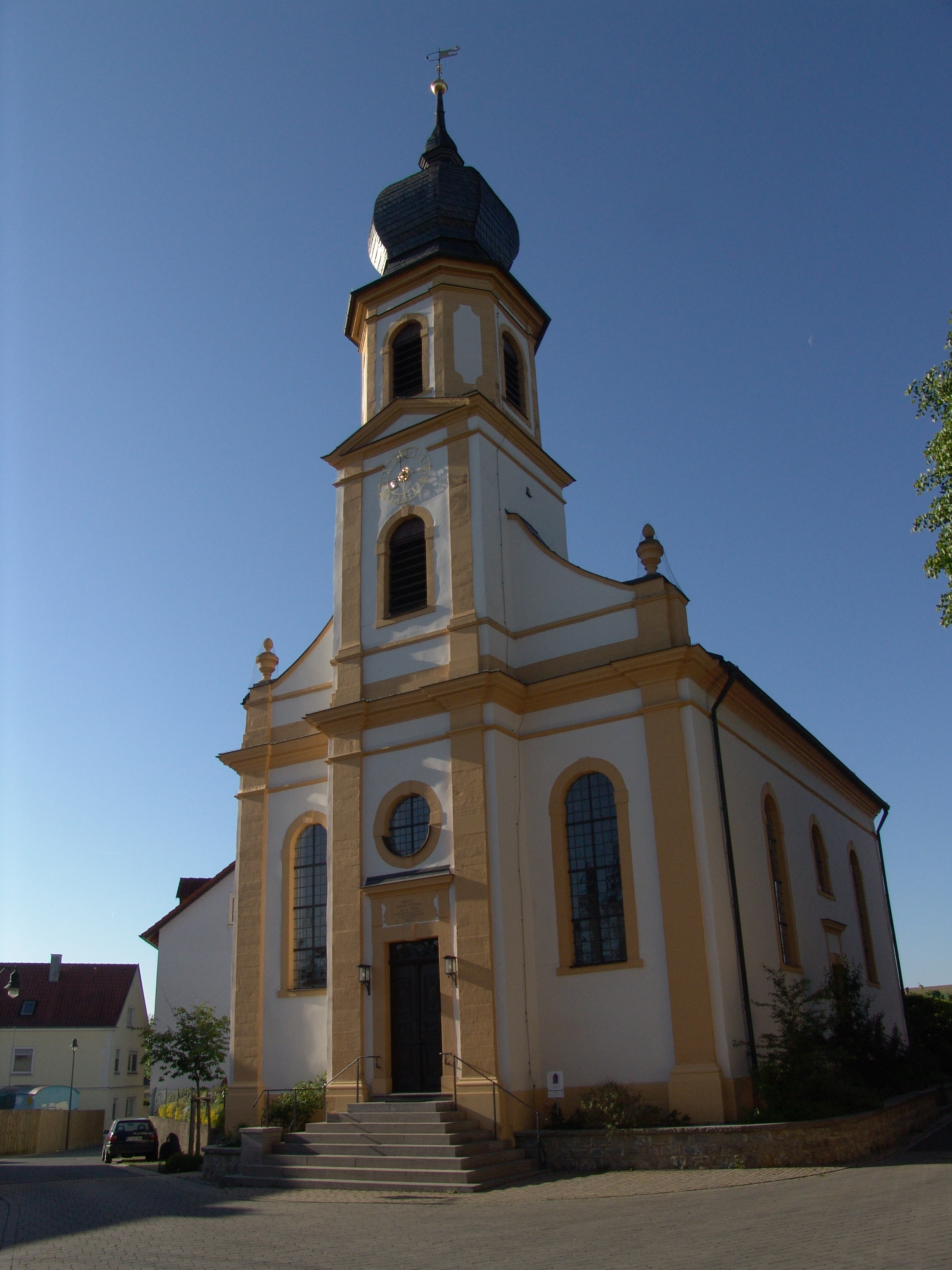
Die Kirche in Schernau

Die St.-Andreas-Kirche im unterfränkischen Schernau ist das einzige Kirchengebäude in dem Dettelbacher Ortsteil. Die evangelische Pfarrkirche wird als Simultankirche auch von den katholischen Gemeindemitgliedern genutzt.

## Geschichte

### Bis zum Dreißigjährigen Krieg
Die Geschichte der Kirchengemeinde in Schernau beginnt im Spätmittelalter. Im Jahr 1315 erhob Äbtissin Richze von Kitzingen das Dorf als Parochie und trennte es damit von der Klosterpfarrei. Bereits vorher existierte wohl eine Kapelle im Ort, wahrscheinlich auf der heutigen Flur Im Kirchtal. Wann sie gebaut wurde, ist nicht bekannt.
Eine Kirche ist aus dem 16. Jahrhundert überliefert. Sie stand an derselben Stelle wie das heutige Gotteshaus, war allerdings anders ausgerichtet. In den Jahren 1578/1579 wurde Schernau evangelisch, nachdem Kitzingen zur Markgrafschaft Ansbach gekommen war. Die Quellen berichten von einer größeren Reparatur der Kirche im Jahr 1579. Damals umgab der Friedhof das Kirchengebäude.
Die konfessionellen Differenzen zwischen Schernau und den katholischen Nachbarorten führte in den folgenden Jahrzehnten zu mehreren Konflikten. Im Dreißigjährigen Krieg hatte die Bevölkerung zeitweise wieder katholische Geistliche. Die katholischen Herren von Künsberg hatten die evangelischen Pfarrer vertrieben und ließen den Dettelbacher Pfarrer in Schernau predigen. Inzwischen hatten sich Bibergau und Schernau zu einem gemeinsamen Pfarramt zusammengeschlossen. Nach dem Krieg war Bibergau wieder katholisch geworden.

### Evangelische Pfarrei Schernau bis 1802
Am 25. November 1650 endeten die Rechtsstreitigkeiten vor dem Reichskammergericht. Schernau und zehn weitere Gemeinden durften ihren Pfarrer nun selbst bestimmen, das Dorf wurde eine evangelische „Gnadenpfarrei“. Daraufhin schlossen sich die evangelischen Pfarrämter Schernau und Neuses am Berg zusammen. Man begann, die schadhafte Kirche auszubessern. 1661 wurden die Mauern erhöht, der Chor wurde neu eingewölbt.
Die Kirche präsentierte sich nun als Backsteinbau. Der hatte ein zwiebelförmiges Dach. Die Dächer der Kirche waren mit Schiefer gedeckt. Die Quellen berichten von einer größeren Reparatur des Turmes im Jahr 1690. Das Kirchengebäude wurde dann erst wieder 1765 mit dem Einbau von Emporen und als der Turm wegen Baufälligkeit abgerissen werden musste erwähnt.
Im 18. Jahrhundert gab es erste Überlegungen zum Bau eines neuen Gotteshauses, da das Notdach die eindringende Nässe nur unzureichend abhielt. Aus der gleichen Zeit datieren die ersten Anträge an die preußische Regierung. Vor 1719 hatte das Gotteshaus eine kleine, von Pfarrer Johann Jacob Münch gestiftete Gruft unterhalb der Kanzel erhalten.

### Die neue Kirche
Am 24. Juni 1802 erfolgte die Grundsteinlegung für das neue Kirchengebäude. Baumeister war der Wiesentheider Thaddäus Dückelmann, der dafür 6947 Gulden und 33 Kreuzer berechnete. Am 7. September 1802 war das Kirchendach fertiggestellt und am 27. Oktober der Turm aufgerichtet. Größter Geldgeber war das Königreich Preußen mit 3000 Gulden, die Familie von Roman hatte 500 Gulden gespendet.
Auch das katholische Stift Haug und die Pfarrei Gerbrunn bei Würzburg trugen zur Finanzierung bei. Sie setzten die Verwendung als Simultankirche durch. Dies führte zu mehreren Auseinandersetzungen zwischen den beiden Konfessionen, die erst in der zweiten Hälfte des 20. Jahrhunderts beigelegt wurden.
Am 17. April 1803 wurde die Kirche vom Euerfelder katholischen Pfarrer von geweiht und von der evangelischen Gemeinde ihrer Bestimmung übergeben. Am 8. Mai 1803 fand dort die erste katholische Messe in der Kirche statt. 1828 wurde Schernau eine eigene evangelische Pfarrei, als sich die Gemeinde von Neuses am Berg trennte. Seit dem 19. Jahrhundert wurde das Kirchengebäude mehrmals, zuletzt 1976 umfassend innen, renoviert. Die Kirche ist als Baudenkmal eingeordnet, untertägige Reste von Vorgängerbauten werden als Bodendenkmal geführt.

## Architektur

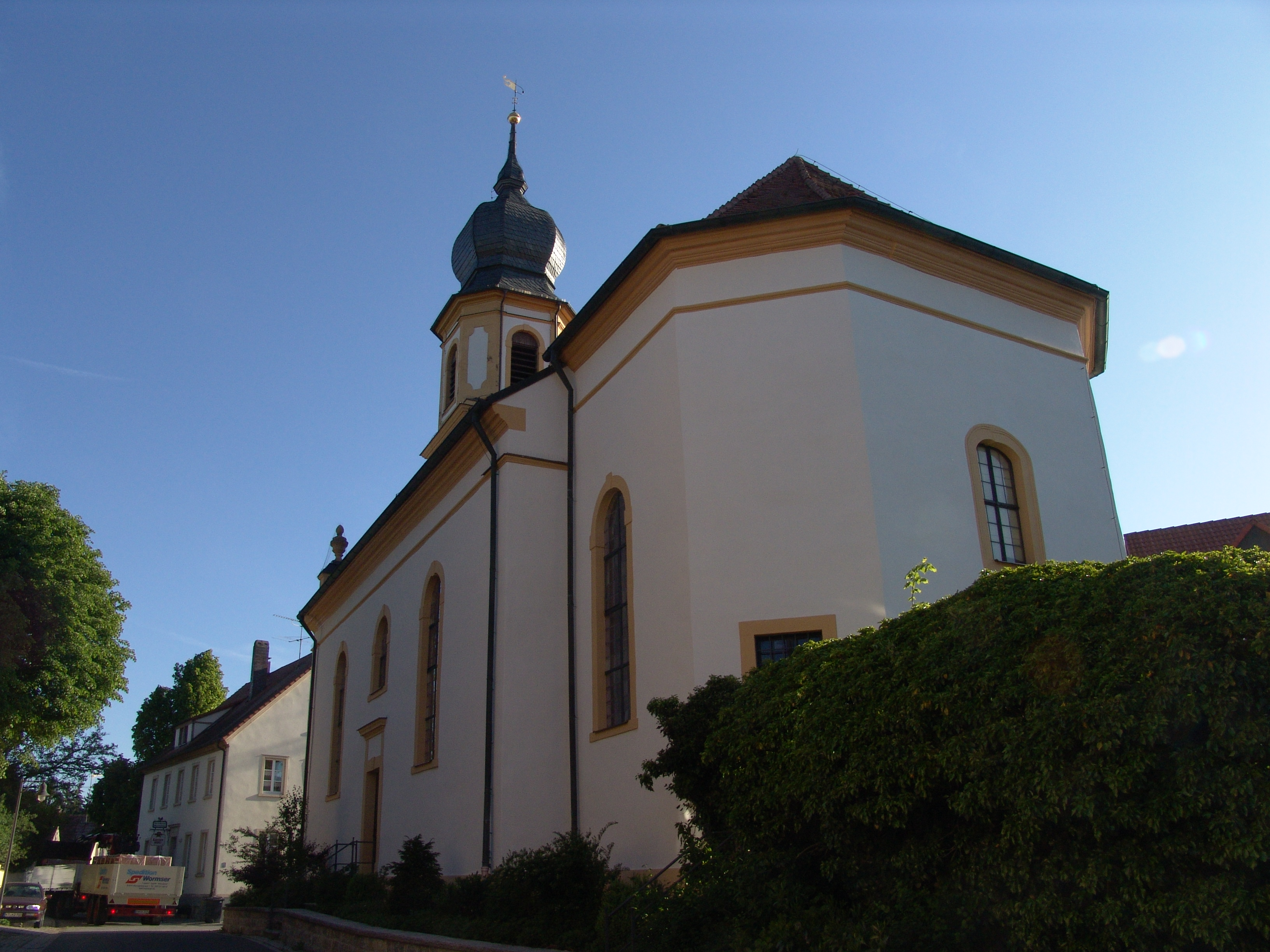
Die Südseite der Kirche mit dem Chor

Die Kirche wurde 1802/1803 im Stile des Klassizismus errichtet. Sie ist nicht geostet, sondern wurde nach Süden ausgerichtet. Es ist eine Saalkirche mit einem Fassadenturm auf der Nordseite. Das Kirchenschiff trägt ein Satteldach, der südlich gelegene Chor läuft in einem Walmdach aus. Die Kirche erinnert in ihrem Erscheinungsbild an die Johanneskirche in Castell, die 1792 fertiggestellt wurde.
Der Fassadenturm wird durch einen breiten Mittelrisalit hervorgehoben, der die Fassade der Kirche durchbricht. Links und rechts davon ist jeweils ein langgezogenes Rundbogenfenster angebracht, auf dem Risalit befindet sich ein Ochsenauge und das zentrale Portal. Ein ausladendes Gesims leitet zum zweigeschossigen Turm über. Auf das rechteckige Untergeschoss wurde ein sechseckiges Obergeschoss aufgesetzt. Eine Zwiebelhaube schließt den Turm nach oben ab. Eine Inschrift aus der Erbauungszeit über dem Fassadenportal lautet: „Gott/ dem Schöpfer aller Welten und/ Vater der Menschen/ wurde dieser Tempel zu seiner Anbethung/ im Geist und in der Wahrheit gewidmet/ von seinen Verehrern/ zu Schernau/ 18-02“.

## Ausstattung

### Altar

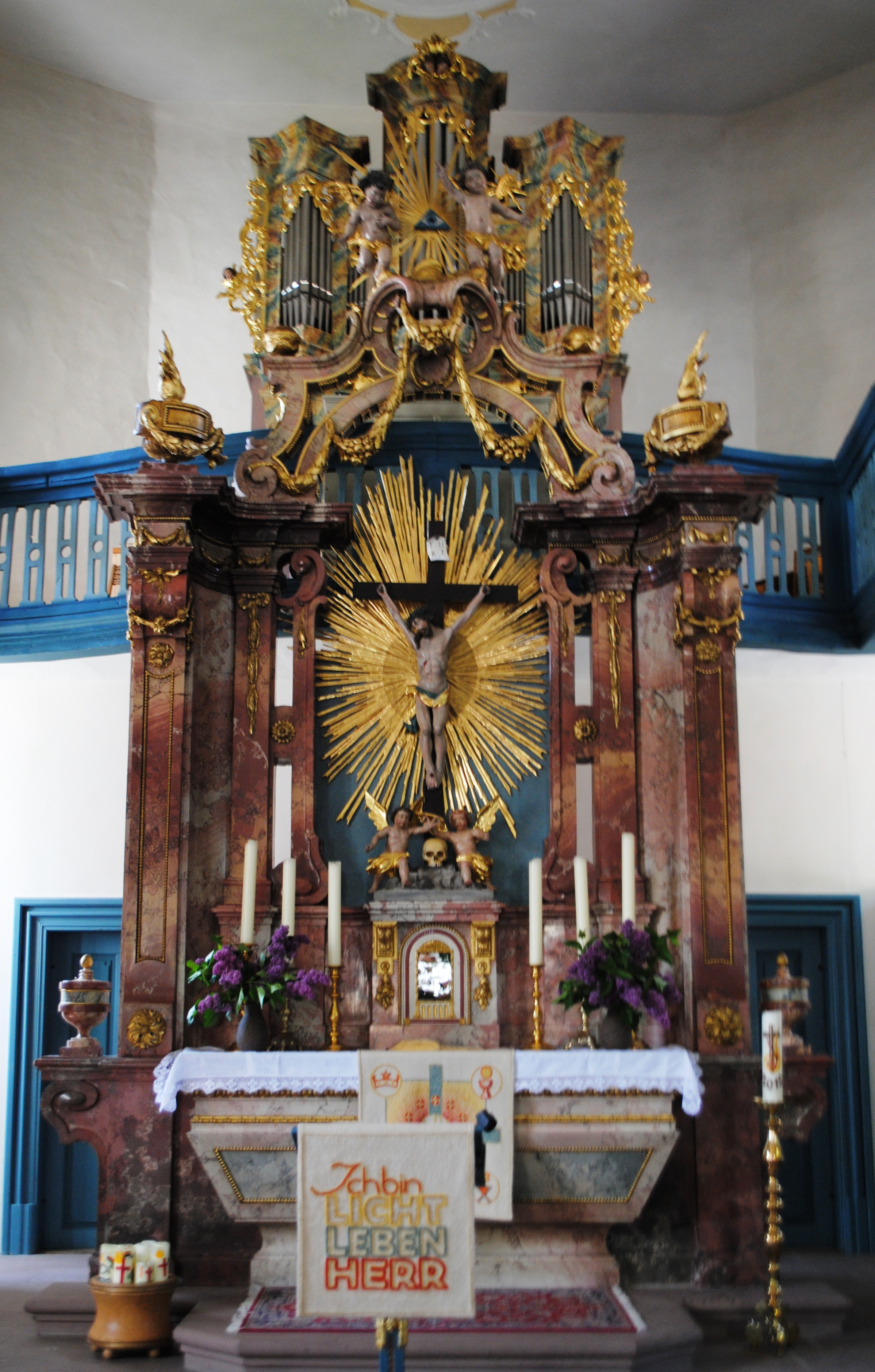
Der Altar in der Kirche

Den Altar erhielt die Gemeinde spätestens im Jahr 1805, wahrscheinlicher jedoch bereits im Errichtungsjahr 1802 von dem katholischen Kloster Heidenfeld bei Schweinfurt, als es im Zuge der Säkularisation aufgelöst wurde. Der Altar war wohl vom Würzburger Stuckateur Petroli entworfen und gebaut worden.
Der Altar hat einen Aufbau mit vier rechteckigen Säulen. Ein ausladendes Gesims, dessen äußere Seiten von zwei Stuckvasen besetzt sind, leitet zum Auszug aus goldenen Girlanden über. Er wird vom Auge der Vorsehung, eingerahmt von zwei Putten, bekrönt. Statt eines Altarblattes ist die plastische Figur des Jesus am Kreuz im Strahlenkranz eingefügt.

### Grafenstand

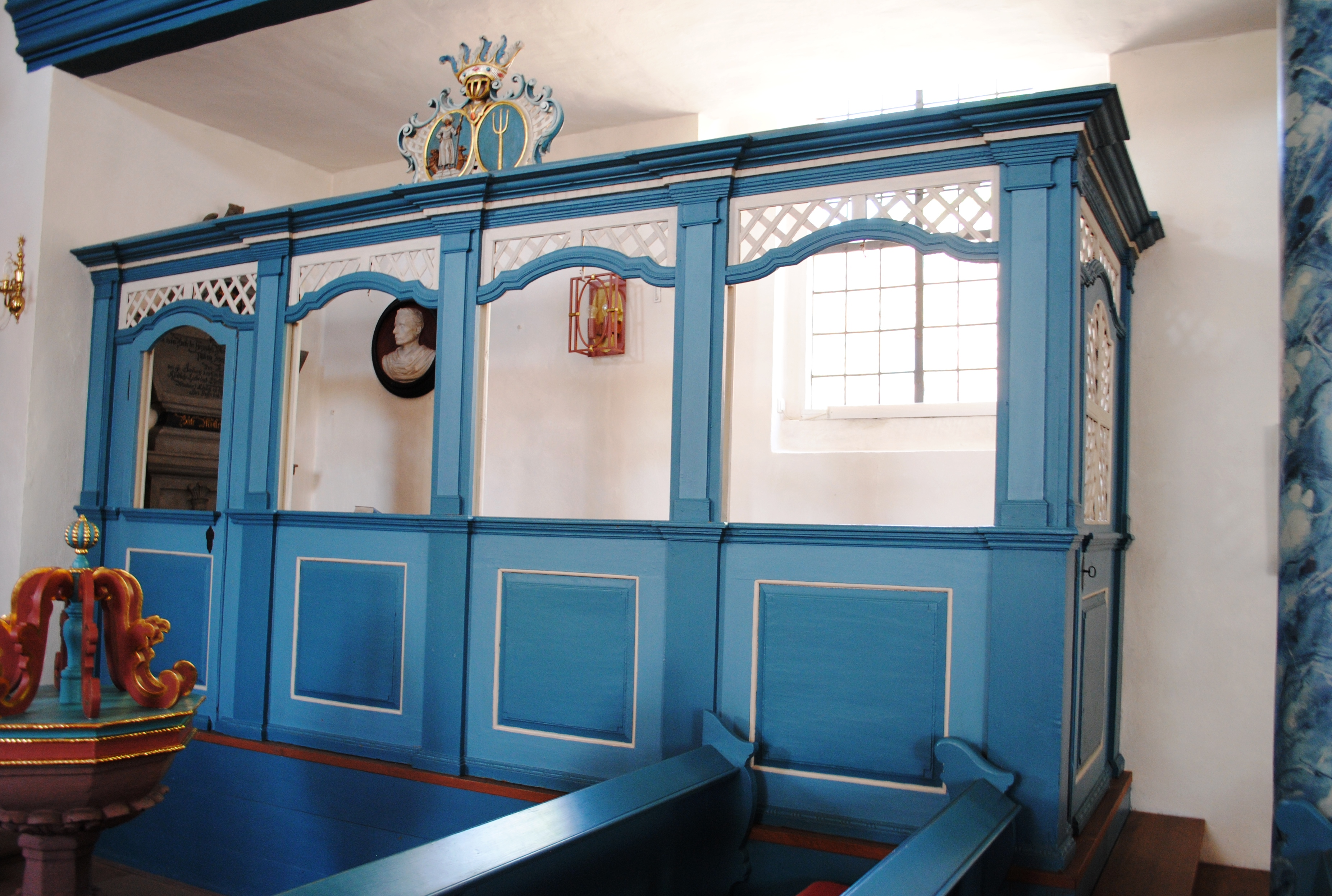
Der Grafenstand

Ursprünglich war die Kirche mit drei Ständen ausgestattet. Der „Gemeinde-Verwaltungs-Stand“ für die Oberen der Gemeinde befand sich unterhalb der Kanzel auf der linken Seite des Kirchenschiffs. Er wurde später abgerissen. Der „Pfarr-Stand“ im rechten Chorbereich war den Seelsorgern der Gemeinde vorbehalten, er ist seit Jahren verwaist. Der „Grafen- oder Barons-Stand“ für die Freiherren von Roman auf der rechten Seite des Kirchenschiffs hat noch heute seine ursprüngliche Funktion. Alle in einem hellen Blau gefassten Stände sind oder waren klassizistisch und kamen 1802 in die Kirche. Ein Gesims leitet zu einem Wappen der Freiherren von Roman über.

### Orgel

#### Vorgängerorgeln
Wohl bereits im 17. Jahrhundert war der Vorgängerbau der heutigen Kirche mit einer Orgel ausgestattet. Dieses Instrument musste in den Jahren 1705/06 repariert werden. Dafür erhielt ein unbekannter Kitzinger Orgelmacher 14 Batzen. Ein Jahr später, am 24. Mai 1706, musste die Orgel erneut repariert werden. Der Grund dafür war, dass katholische Oberpleichfelder und Bergtheimer Wallfahrer mit Gewalt gegen die evangelische Kirche vorgegangen waren.
Mit dem Schweinfurter Meister Voit wurde 1765 ein Vertrag zum Bau einer neuen Orgel geschlossen. Sie kostete 205 Reichsthaler. Im Jahr 1766 baute Johann Rudolf Voit das Instrument ein, das 205 Reichsthaler kostete. In den Jahren 1840 und 1866 wurden Verbesserungen am Prospekt vorgenommen. Als Pfarrer Raab 1889 die Pfarrstelle im Ort übernahm, ließ er zunächst die Orgel renovieren und richtete einen Fonds für ein neues Instrument ein.

#### Orgel von Johannes Strebel
Unter Raabs Nachfolger Heinrich Berger wurde am 2. Oktober 1902 der Vertrag über den Neubau einer Orgel mit der Orgelbau-Anstalt von Johannes Strebel in Nürnberg geschlossen. Insgesamt betrugen die Kosten 3600 Goldmark. Am 15. März 1903 waren die benötigten Spenden eingegangen und Strebel begann mit dem Bau. Am 12. Juli 1903 wurde das Instrument erstmals im Gottesdienst gespielt. Im Jahr 1961 wurde das Instrument erstmals renoviert. In den Jahren 1962/63 baute man fehlerhafte Teile ein, sodass die Töne nicht mehr sauber klangen. In den Jahren 1976 und 1978 empfahlen Experten, die Strebel-Orgel zu entfernen und stattdessen einen Neubau zu errichten. Klaus Kopetzki, der die Orgel seit 1976 wartete, schlug im Jahr 1992 vor, die Windladen (pneumatische Taschenladen) und die Traktur auszutauschen oder das Instrument zu ersetzen. In den 1990er Jahren wandelte sich das Bewusstsein über den Wert der alten Orgeln. 1999 renovierte die Firma Benedikt Friedrich, Oberasbach das Instrument umfassend, in den Jahren 2002/2003 wurde es wiederum überholt.

#### Disposition
| I Manual C– |            |       |
| 1.          | Principal  | 8′    |
| 2.          | Tibia      | 8′    |
| 3.          | Gamba      | 8′    |
| 4.          | Octav      | 4′    |
| 5.          | Flöte      | 4′    |
| 6.          | Mixtur III | 2 ⁄3′ |

| II Manual C– |                  |    |
| 7.           | Geigen-Principal | 8′ |
| 8.           | Lieblich Gedackt | 8′ |
| 9.           | Salicional       | 8′ |
| 10.          | Fugara           | 4′ |

| Pedal C– |        |     |
| 11.      | Subbaß | 16′ |
| 12.      | Violon | 8′  |

- Koppeln:
  - Normalkoppeln: II/I, I/P, II/P
  - Superoktavkoppeln: I/I

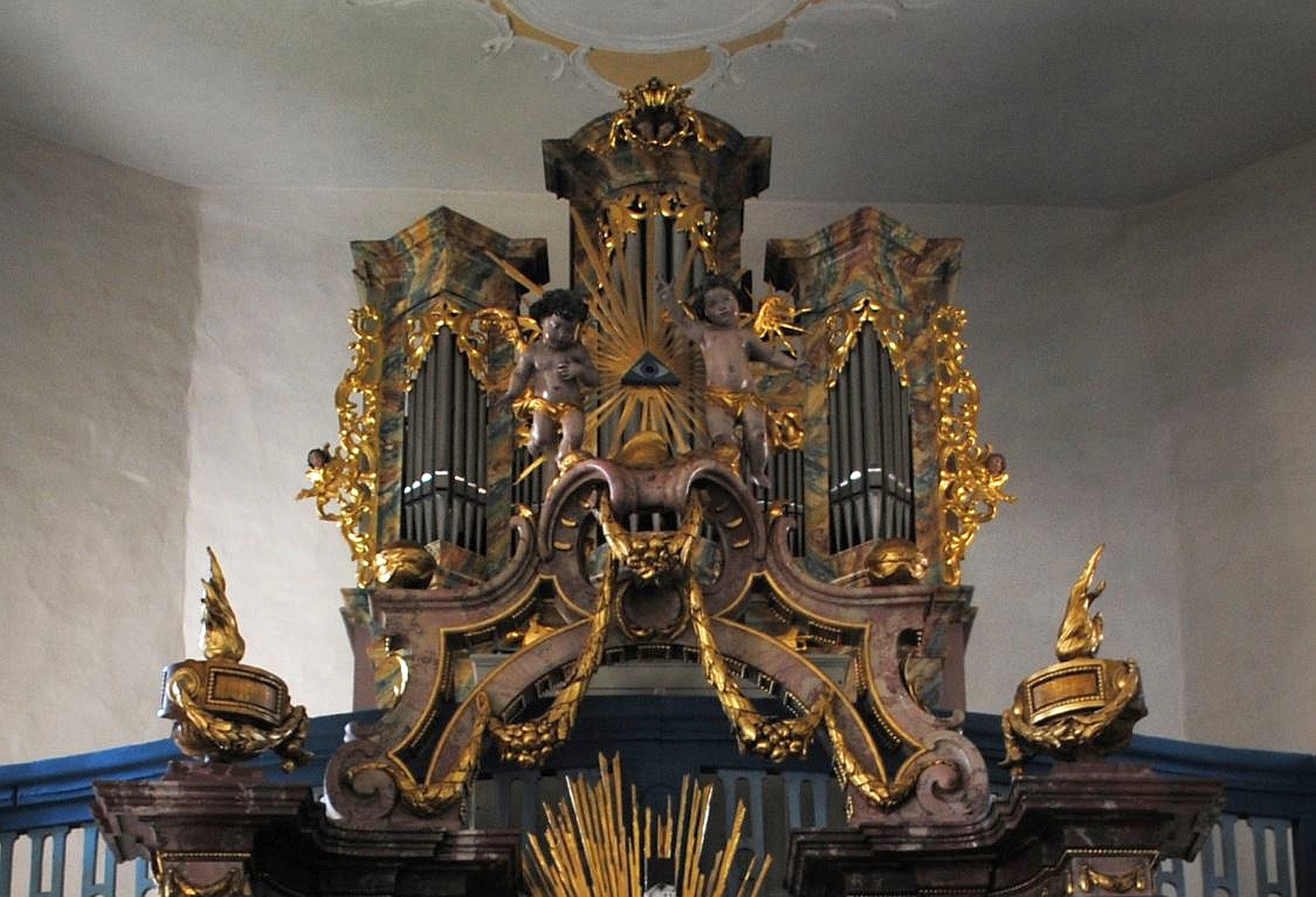
Die 1903 erbaute Strebel-Orgel

- Spielhilfen: Feste Kombinationen (p, mf, ff, 0)[10]

### Weitere Ausstattung
Die Kanzel auf der linken Seite des Chorbogens, aus verschiedenen Teilen zusammengesetzt, entstammt wohl, zumindest teilweise, der Vorgängerkirche. Eine lateinische Inschrift lautet übersetzt: „Das Wort Gottes bleibt in Ewigkeit“. Die vier Evangelisten sind vollplastische Figuren am Rande des Kanzelkorpus. Ein Lamm Gottes mit mehreren Putten bekrönt den Schalldeckel.
Der Taufstein, den Pfarrer Johann Jacob Münch und seine Frau 1709 stifteten, stammt aus dem Vorgängerbau. Der farbenfrohe Deckel wurde erst 1977 angebracht und ist eine Spende des Kirchenmalers Wiedel aus Nürnberg. Im Jahr 1869 kamen die beiden Altarleuchter in die Kirche. Zwei gestiftete Engel wurden zunächst neben dem Altar postiert und nach 1871 in ein Gefallenendenkmal des Deutsch-Französischen Krieges umgewandelt.
Der Kronleuchter in der Mitte des Gebäudes wurde vom Konfirmandenjahrgang 1977/1978 gespendet. Ebenso wie die Wandleuchter stammt er von den Gebrüdern Fangs aus Schweden.
Die umlaufende Empore stammt noch aus der Erbauungszeit. Auf der mittleren Emporen-Brüstung haben sich Gemälde aus der Vorgängerkirche erhalten, die jedoch nicht mehr vollständig sind.
Im Turm hängen drei Glocken.

## Gruft
Unterhalb des Vorgängerbaues der heutigen Andreaskirche bestand eine Gruft, in der insbesondere Adelige beigesetzt wurden. Zwei Bestattete sind nachweisbar. 
| Name                                  | Datum der Bestattung | Anmerkungen              |
| ------------------------------------- | -------------------- | ------------------------ |
| Johann Georg von Hutten               | 30. Mai 1704         | Herr von Nenzenheim      |
| Sofia Elisabetha Rüdin von Collenberg | 31. August 1705      | Ehefrau des Johann Georg |

## Pfarrer (Auswahl)
Die Pfarrei Schernau gehört zu den älteren im Kitzinger Land. Die Pfarrer haben sich aber erst seit dem 17. Jahrhundert überliefert. Dies hängt auch damit zusammen, dass Schernau lange Zeit von Neuses am Berg aus seelsorgerisch betreut wurde. Diese Pfarrer von Neuses und Schernau werden in der Liste der Pfarrer der Neuseser Nicolaikirche erfasst.
| Friedrich Weiß                                                | –1629     | am 6. März 1629 vertrieben                                                           |
| katholische Geistliche aus dem Franziskanerkloster Dettelbach |           |                                                                                      |
| Johann Jakob Münch                                            | 1694–1719 | * 1657 in Völkershausen, zuvor Pfarrer in Schwebheim, † 4. November 1719 in Schernau |
| Sitz in Neuses (Johann Matthias Kemmeter)                     |           |                                                                                      |
| Bernhard Friedrich Wolf                                       | 1738–1765 |                                                                                      |
| Sitz in Neuses (Johann Tobias Weidenbacher)                   |           |                                                                                      |
| Johann Sigmund Mauritii                                       | 1797–1826 |                                                                                      |
| mehrere Pfarrer Sitz in Neuses                                |           |                                                                                      |
| Werner Saemann                                                | 1972–1982 |                                                                                      |
| Albrecht Bauriedel                                            | 1984–1997 |                                                                                      |
| Jörg Hellmuth                                                 | 1998–2001 |                                                                                      |
| Hermine Wieker                                                | 2001–2008 |                                                                                      |
| Uli Vogel                                                     | 2008–     |                                                                                      |